# The Fly Ball
The Fly Ball è un cortometraggio del 1918 diretto da William A. Seiter. Il film è l'ottava regia del regista di New York.

## Produzione
Il film fu prodotto dalla Jester Comedy Company, una piccola compagnia che operò nel 1918 e nel 1919, con un totale di 26 produzioni.

## Distribuzione
Distribuito dalla Jester Comedy Company, il film uscì nel settembre 1918.